# Erik Magnus Sjögreen
Erik Magnus Sjögreen, född 10 februari 1762 i Karlskrona, Blekinge län, död där 28 mars 1808, var en svensk militär och ämbetsman.

## Biografi
Erik Magnus Sjögreen föddes 1762 i Karlskrona. Han var son till handlanden Jonas Green och Brita Cecilia Hahn. Sjögreen blev fänrik vid arméns flotta och 7 december 1784 fänrik och stabslöjtnat vid Kalmar regemente. Han gjorde 14 september 1789 ett tjänstutbyte och lönebyte till Dalregementet och blev 14 september 1789 avskedad ur krigstjänsten. Sjögreen kom senare att bli bergsråd. Han avled 1808 i Karlskrona..

### Egendom
Sjögreen var ägare till godset Orrefors och Höneström med mera i Småland.

### Familj
Sjögreen gifte sig första gången 10 februari 1786 på Orrefors med Charlotta Sofia Busch (1770–1792), dotter till brukspatronen Daniel Ehrenfrid Busch. De fick tillsammans barnen Carl Johan Sjögreen (1788–1789) och ryttmästaren Gustaf Fredrik Sjögreen (1790–1829) vid Skånska dragonregementet.
Sjögreen gifte sig andra gången 18 juli 1792 med Anna Christina Risellschöld (1775–1829), dotter till lagmannen Olof Risellschöld och Maria Dickman. De fick tillsammans barnen Olof Johan Sjögreen (1796–1796), Maria Cecilia Sjögreen (1798–1798), tonsättaren Carl Eric Sjögreen (1799–1877) och bergmästaren Christian Magnus August Sjögreen (1800–1862).